# Activitat de les seleccions esportives catalanes - 2006
De l'activitat de les seleccions esportives catalanes de l'any 2006 destaca la Copa del Món aconseguida per la selecció catalana de pitch and putt a Teià, revalidant el títol aconseguit l'any 2004, i el subcampionat europeu assolit per la selecció catalana de futbol sala masculina al Campionat d'Europa, disputat a Catalunya.
La selecció catalana d'hoquei sobre patins femenina va guanyar la primera Golden Cup i va debutar a la Copa Amèrica com a convidada -poc abans del reconeixement- aconseguint la tercera posició. La selecció catalana de corfbol va aconseguir la cinquena posició al Campionat d'Europa disputat a Budapest, millorant els resultats aconseguits fins aleshores.
En l'apartat dels reconeixements, la Federació Catalana de Patinatge va ser admesa a la Confederació Sud-americana del Patí (CSP) com a membre adherit, podent disputar des d'aquell moment les competicions d'aquest organisme de manera oficial. La Federació Catalana de Pitch and Putt va fundar la Federació Internacional de Pitch and Putt, esdevenint-ne membre de ple dret.
La Plataforma Pro Seleccions Esportives Catalanes va organitzar per primera vegada el Dia de les seleccions catalanes, el mes de juny a Vic, i va concedir el segon Premi President Companys a Oleguer Presas, jugador del Futbol Club Barcelona per la seva participació activa a la selecció catalana de futbol.
Resultats de les seleccions esportives catalanes durant l'any 2006:
| Gener 2006 |         |                    |        |           |        |       |         |        |
| 21         | Handbol | Triangular Amistós | Girona | Catalunya | Japó   | 29-29 | Masculí |        |
| 22         | Handbol | Triangular Amistós | Girona | Catalunya | Brasil | 39-30 | Masculí | [ 12 ] |

| Març 2006 |                |                    |           |               |               |         |         |                      |
| 6         | Waterpolo      | Amistós            | Barcelona | Catalunya     | Polònia       | 15-3    | Masculí | [ 13 ] [ 14 ]        |
| 14        | Hoquei herba   | Amistós            | Terrassa  | Catalunya     | Argentina     | 1-2     | Masculí | [ 15 ] [ 16 ]        |
| 16        | Corfbol        | Campionat d'Europa | Budapest  | Txèquia       | Catalunya     | 10-9    | Mixt    | [ 17 ] [ 18 ]        |
| 17        | Corfbol        | Campionat d'Europa | Budapest  | Hongria       | Catalunya     | 17-13   | Mixt    |                      |
| 18        | Corfbol        | Campionat d'Europa | Budapest  | Bèlgica       | Catalunya     | 18-7    | Mixt    | [ 19 ] [ 20 ] [ 21 ] |
| 20        | Corfbol        | Campionat d'Europa | Budapest  | Rússia        | Catalunya     | 14-17   | Mixt    | [ 22 ] [ 23 ]        |
| 22        | Corfbol        | Campionat d'Europa | Budapest  | Gran Bretanya | Catalunya     | 14-13   | Mixt    | [ 6 ]                |
| 24        | Pitch and putt | Copa del Món       | Teià      | Catalunya     | Xile          | 4-1     | Masculí |                      |
| 24        | Pitch and putt | Copa del Món       | Teià      | Catalunya     | Països Baixos | 4-1     | Masculí | [ 24 ]               |
| 25        | Pitch and putt | Copa del Món       | Teià      | Catalunya     | Andorra       | 3,5-1,5 | Masculí | [ 1 ]                |

| Abril 2006 |              |         |        |           |         |     |        |               |
| 4          | Tennis taula | Amistós | Mataró | Catalunya | Escòcia | 5-0 | Femení | [ 25 ] [ 26 ] |

| Maig 2006 |              |                    |               |                        |            |     |         |        |
| 20        | Hoquei línia | Amistós            | Premià de Mar | Catalunya              | País Basc  | 4-6 | Masculí |        |
| 24        | Futbol       | Amistós            | Terrassa      | Catalunya              | Costa Rica | 2-0 | Masculí | [ 27 ] |
| 25        | Futbol sala  | Amistós            | Amsterdam     | Països Baixos          | Catalunya  | 1-6 | Femení  | [ 29 ] |
| 28        | Halterofília | Triangular Amistós | Barcelona     | Catalunya · Anglaterra | Itàlia     |     | Masculí |        |

| Juny 2006 |                |            |              |            |           |       |         |        |
| 4         | Tennis taula   | Amistós    | Vic          | Catalunya  | Xina      | 0-5   | Masculí | [ 30 ] |
| 18        | Rugbi          | Amistós    | Cornellà     | Catalunya  | País Basc | 17-21 | Masculí |        |
| 25        | Twirling baton | Amistós    | L'Hospitalet | Catalunya  | França    | CAT   | Femení  |        |
| 30        | Hoquei patins  | Golden Cup | Blanes       | Catalunya  | Alemanya  | 5-3   | Femení  | [ 31 ] |
| 30        | Hoquei patins  | Golden Cup | Blanes       | Catalunya  | Alemanya  | 7-4   | Masculí | [ 31 ] |
| 30        | Hoquei patins  | Golden Cup | Blanes       | Blanes HCF | Catalunya | 2-2   | Masculí | [ 32 ] |

| Juliol 2006 |               |            |        |           |            |     |         |        |
| 1           | Hoquei patins | Golden Cup | Blanes | Catalunya | Anglaterra | 8-1 | Femení  | [ 33 ] |
| 1           | Hoquei patins | Golden Cup | Blanes | Catalunya | Itàlia     | 6-8 | Masculí | [ 33 ] |
| 2           | Hoquei patins | Golden Cup | Blanes | Catalunya | Xile       | 2-1 | Femení  | [ 4 ]  |
| 2           | Hoquei patins | Golden Cup | Blanes | Catalunya | Suïssa     | 5-3 | Masculí | [ 4 ]  |

| Setembre 2006 |               |              |                  |           |           |     |        |       |
| 15            | Hoquei patins | Copa Amèrica | Santiago de Xile | Xile      | Catalunya | 2-4 | Femení |       |
| 16            | Hoquei patins | Copa Amèrica | Santiago de Xile | Colòmbia  | Catalunya | 2-1 | Femení |       |
| 17            | Hoquei patins | Copa Amèrica | Santiago de Xile | Argentina | Catalunya | 3-1 | Femení |       |
| 18            | Hoquei patins | Copa Amèrica | Santiago de Xile | Xile      | Catalunya | 4-1 | Femení |       |
| 18            | Hoquei patins | Copa Amèrica | Santiago de Xile | Colòmbia  | Catalunya | 4-5 | Femení | [ 5 ] |

| Octubre 2006 |                |                    |           |           |                             |       |         |        |
| 8            | Futbol         | Amistós            | Barcelona | Catalunya | País Basc                   | 2-2   | Masculí |        |
| 21 22        | Pitch and putt | Triangular Amistós | Badalona  |           | Catalunya · França · Suïssa | 40 22 | Masculí | [ 34 ] |

| Novembre 2006 |              |                    |                    |           |                                   |                 |         |               |
|               | Halterofília | Ciutat de Girona   | Girona             |           | Alemanya · Catalunya · Anglaterra | 1.867 1647 1388 | Masculí | [ 35 ]        |
| 28            | Futbol sala  | Campionat d'Europa | Sant Hilari Sacalm | Catalunya | Santa Helena                      | 3-3             | Masculí | [ 36 ] [ 37 ] |
| 30            | Futbol sala  | Campionat d'Europa | Sant Hilari Sacalm | Catalunya | Itàlia                            | 5-1             | Masculí | [ 38 ] [ 39 ] |

| Desembre 2006 |               |                    |                     |           |              |       |         |                      |
| 1             | Futbol sala   | Campionat d'Europa | Arbúcies            | Catalunya | País Basc    | 1-0   | Masculí | [ 40 ]               |
| 2             | Futbol sala   | Campionat d'Europa | Sta. Coloma Farners | Catalunya | Bèlgica      | 3*-3  | Masculí | [ 41 ]               |
| 3             | Futbol sala   | Campionat d'Europa | Sta. Coloma Farners | Catalunya | Rússia       | 1-3   | Masculí | [ 3 ]                |
| 22            | Waterpolo     | Amistós            | Barcelona           | Catalunya | Montenegro   | 10-13 | Masculí | [ 42 ] [ 43 ] [ 44 ] |
| 23            | Voleibol      | Amistós            | Barcelona           | Catalunya | Bulgària B   | 0-3   | Masculí | [ 43 ] [ 45 ]        |
| 27            | Hoquei patins | Amistós            | Barcelona           | Catalunya | Xile         | 3-2   | Femení  | [ 46 ] [ 47 ]        |
| 27            | Hoquei patins | Amistós            | Barcelona           | Catalunya | Sel. Mundial | 12-11 | Masculí | [ 46 ]               |

- En negreta els esports on les seleccions catalanes estan reconegudes oficialment.
- En negreta els campionats internacionals oficials.